# Riku Kobayashi (Fußballspieler, 1999)
Riku Kobayashi (japanisch 小林 陸玖 Kobayashi Riku; * 30. September 1999 in der Präfektur Tokio) ist ein japanischer Fußballspieler.

## Karriere
Riku Kobayashi erlernte das Fußballspielen in der Schulmannschaft der Tokai Univ. Takanawadai High School sowie in der Universitätsmannschaft der Tōkai-Universität. Seinen ersten Vertrag unterschrieb er am 1. Februar 2022 bei Gainare Tottori. Der Verein, der in der Präfektur Tottori beheimatet ist, spielte in der dritten japanischen Liga. Für den Drittligisten bestritt er zwei Drittligaspiele. Nach einer Saison wechselte er im Januar 2023 zum FC Tokushima. Mit dem Verein aus Yoshinogawa spielt er in der Shikoku Soccer League.